# Réserve naturelle de Spålen-Katnosa
La réserve naturelle de Spålen-Katnosa est une réserve naturelle de 18,499 km2 constituée de marais, forêts, lacs et rivière. Elle a été créée le 23 juin 1995.
Elle est partagée entre la commune de Ringerike dans le comté de comté de Buskerud et les communes de Lunner et Jevnaker dans le comté d'Akershus. Elle se trouve dans Nordmarka une zone forestière de l'Oslomarka.